# Märzministerium (Dänemark)
Das Märzministerium (dänisch Martsministeriet) oder Regierung Moltke I war die Regierung Dänemarks vom 22. März 1848 bis zum 16. November 1848.
Zuvor gab es nur ein Kollegialsystem beim absolutistischen König, aber durch die Ereignisse der Märzrevolution konnten sich die Nationalliberalen auch in Dänemark durchsetzen und eine Regierungsform durchsetzen, in der es verantwortliche Fachminister und einen Ministerpräsidenten (dän. Statsminister) gab. Die Regierung selbst bestand sowohl aus Nationalliberalen als auch aus konservativen Gesamtstaatsbefürwortern.
Die Märzregierung beauftragte ihren Kultusminister Ditlev Gothard Monrad mit der Ausarbeitung des dänischen Grundgesetzes, das am 5. Juni 1849 in Kraft trat und mit einigen Veränderungen bis heute gilt. Daher war das Märzministerium die erste richtige Regierung Dänemarks in einer Kontinuität bis heute.

## Kabinettsliste
| Regierung Moltke I („Märzministerium“) 22. März 1848 – 16. November 1848     | Regierung Moltke I („Märzministerium“) 22. März 1848 – 16. November 1848 | Regierung Moltke I („Märzministerium“) 22. März 1848 – 16. November 1848 | Regierung Moltke I („Märzministerium“) 22. März 1848 – 16. November 1848 | Regierung Moltke I („Märzministerium“) 22. März 1848 – 16. November 1848                                                                                   |
| Amt                                                                          | Name                                                                     | Antritt                                                                  | Abgang                                                                   | politische Verortung |
| ---------------------------------------------------------------------------- | ------------------------------------------------------------------------ | ------------------------------------------------------------------------ | ------------------------------------------------------------------------ | --- |
| Premierminister und Finanzminister                                           | Adam Wilhelm Moltke                                                      | 22. März 1848                                                            | 16. Nov. 1848                                                            | konservativ (Højre) |
| Außenminister                                                                | Frederik Marcus Knuth                                                    | 22. März 1848                                                            | 16. Nov. 1848                                                            | nationalliberal |
| Justizminister                                                               | Carl Emil Bardenfleth                                                    | 22. März 1848                                                            | 16. Nov. 1848                                                            | konservativ, befürwortete aber das eiderdänische Programm                                                                                                  |
| Kultusminister                                                               | Ditlev Gothard Monrad                                                    | 22. März 1848                                                            | 16. Nov. 1848                                                            | nationalliberal |
| Handelsminister                                                              | Christian Albrecht Bluhme                                                | 22. März 1848                                                            | 16. Nov. 1848                                                            | konservativ, Befürworter des Gesamtstaats, Gegner der Eiderpolitik                                                                                         |
| Kriegsminister                                                               | Anton Frederik Tscherning                                                | 22. März 1848                                                            | 16. Nov. 1848                                                            | sozialliberal (Bondevennerne, später Venstre), skeptisch gegenüber der Eiderpolitik                                                                        |
| Marineminister                                                               | Adam Wilhelm Moltke                                                      | 22. März 1848                                                            | 6. Apr. 1848                                                             | konservativ (Højre) |
| Marineminister                                                               | Christian Christopher Zahrtmann                                          | 6. Apr. 1848                                                             | 16. Nov. 1848                                                            | konservativ |
| Minister ohne Geschäftsbereich                                               | Lauritz Nicolai Hvidt                                                    | 22. März 1848                                                            | 1. Nov. 1848                                                             | nationalliberal, befürwortete eine Teilung Schleswigs |
| Minister ohne Geschäftsbereich                                               | Orla Lehmann                                                             | 22. März 1848                                                            | 16. Nov. 1848                                                            | nationalliberal (Bondevennerne), eiderdänisch, Befürworter des Skandinavismus                                                                              |
| Vorläufiger Minister für die Herzogtümer (Schleswig, Holstein und Lauenburg) | Carl von Scheel-Plessen                                                  | 22. März 1848                                                            | 24. März 1848                                                            | deutsch-konservativ, Befürworter des Gesamtstaates, Gegner sowohl der Eiderpolitik als auch der Ansprüche der Augustenburger, trat am 24. März 1848 zurück |